# Satyros von Kallatis
Satyros aus Kallatis war ein antiker griechischer Biograph, der etwa in der zweiten Hälfte des 3. Jahrhunderts v. Chr. lebte.

## Leben und Werk
Über das Leben des Satyros ist kaum etwas bekannt. Wie einem Papyrusfragment zu entnehmen ist, stammte er aus der am Schwarzen Meer gelegenen Hafenstadt Kallatis. Er hatte den Beinamen „der Peripatetiker“. Damit ist vermutlich gemeint, dass er jener Richtung von Gelehrten angehörte, die vor allem literarisch-biographische Studien betrieben (Peripatetiker). Später lebte er wohl meist in Ägypten. Obwohl die Entdeckung eines längeren Fragments seines Hauptwerks in Oxyrhynchos gemacht wurde, dürfte er den Stoff für seine gelehrten Arbeiten eher in den Bibliotheken der Hauptstadt Alexandria gefunden haben.
Satyros wurde in der Antike – so wie etwa Plutarch und Sueton – zu den bekanntesten Autoren von Viten bedeutender Persönlichkeiten gerechnet. Sein umfangreiches Werk trug wohl den Titel Βίοι. Herakleides Lembos fertigte davon eine Epitome an. Da bekannt ist, dass Herakleides Lembos während der Regierung des ägyptischen Königs Ptolemaios VI. Philometor (180–145 v. Chr.) wirkte, muss die Lebenszeit des Satyros um einiges früher angesetzt werden. Wahrscheinlich lebte er in der zweiten Hälfte des 3. Jahrhunderts v. Chr., höchstens noch Anfang des 2. Jahrhunderts v. Chr. Falls er auch das Werk Über die Demen Alexandrias verfasste – was jedoch keineswegs sicher ist –, ließe sich seine Schaffensperiode genauer eingrenzen, da dieses Buch zur Zeit von Ptolemaios IV. Philopator (221–204 v. Chr.) entstand. Außerdem könnte er auch der Autor eines Buchs Über Charaktere sein.
Für eine bedeutende Erweiterung unserer Kenntnis der schriftstellerischen Tätigkeit des Satyros sorgte ein in Oxyrhynchos aufgefundener Papyrus, der 1912 veröffentlicht wurde. Er enthält etwa vier einigermaßen lesbare Teubner-Seiten aus der Vita des attischen Dramatikers Euripides. Diese Vita war Teil des 6. Buches der Βίοι, das laut der Subscriptio des Papyrus auch die Lebensläufe von Sophokles und Aischylos beschrieb. Außerdem existieren von der ansonsten verlorenen Vitensammlung des Satyros einige vor allem von Athenaios und Diogenes Laertios überlieferte Fragmente. So stammt etwa der von Athenaios angeführte Katalog der zahlreichen Gattinnen Philipps II. sowie die Erzählung von dessen endgültigem Zerwürfnis mit Olympias wegen Philipps Hochzeit mit Kleopatra aus Satyros’ Lebensbeschreibung dieses makedonischen Königs. Fragmente aus Satyros’ Biographie des Königs Dionysios II. von Syrakus blieben ebenfalls bewahrt, ferner aus den Viten des athenischen Politikers Alkibiades, des athenischen Redners Demosthenes und etlicher Philosophen (Bias von Priene und Chilon von Sparta, die beide zu den Sieben Weisen gezählt werden, Pythagoras, Empedokles, Zenon von Elea, Anaxagoras, Sokrates, Diogenes von Sinope, Anaxarch, Stilpon). Auch drei Zitate aus Satyros’ Darstellung des Sophokles sind erhalten.
Aus dem aufgefundenen Papyrusfragment ist zu ersehen, dass Satyros die Vita des Euripides in Dialog-Form gestaltete. Es treten drei Unterredner auf, von denen Satyros offenbar selbst den Hauptsprecher verkörpert. Der Stil ist gefällig, aber sehr ausgefeilt, wie etwa die häufige Hiat-Vermeidung erkennen lässt. Satyros verfasste seine anekdotenhaften Lebensbeschreibungen nicht im Sinne der heute üblichen historisch-kritischen Methode, sondern verwendete dafür unbedenklich Material, das als nicht besonders zuverlässig gelten kann. So interpretierte er Verse aus den Werken des Euripides zu dessen biographischer Skizzierung und entnahm zu dem gleichen Zweck auch beliebig Angaben aus der griechischen Komödie, insbesondere des Aristophanes, der Euripides heftig kritisiert und parodiert hatte. Damit stand Satyros in der mit Aristoteles’ Dialog Über die Dichter einsetzenden Tradition.
Abgesehen von Euripides und Aristophanes gibt Satyros in dem Papyrusfragment nicht an, aus welchen Quellen seine Informationen stammen. Daher sind seine sonstigen Gewährsmänner unbekannt. Immerhin erwähnt Aulus Gellius, dass die von Satyros gebrachte Erzählung von der Höhle des Euripides auf Salamis vom Atthidographen Philochoros stammte. Weiters dürfte Satyros die Werke anderer von ihm porträtierter griechischer Dichter eingesehen und ausgewertet haben. Da er für Varianten bezüglich der Todesursachen mehrerer berühmter Männer, u. a. Sophokles, zitiert wird, hatte er sich offenbar besonders für die Todesumstände der von ihm dargestellten Persönlichkeiten interessiert. Es lässt sich kaum feststellen, welchen noch erhaltenen hypomnematischen Schriften Satyros als Quelle diente, wenn er nicht ausdrücklich zitiert wird. Jedenfalls dürfte er nicht von dem anonymen Verfasser jener Euripides-Biographie verwendet worden sein, die in mehreren Handschriften dieses großen Tragikers überliefert ist, obwohl beide Viten manche wörtlichen Übereinstimmungen zeigen. Diese sind eher auf die Benutzung einer gemeinsamen älteren Quelle zurückzuführen. Auch eine Abhängigkeit Plutarchs von den Βίοι des Satyros lässt sich nicht erweisen.

## Fragmentsammlungen
- Satiro, Vita di Euripide. A cura di Graziano Arrighetti. Goliardica, Pisa 1964. – Rez. von André Tuilier, in: Revue des Études Grecques 78, 1965, S. 410–412, (online).
- Stefan Schorn: Satyros aus Kallatis. Sammlung der Fragmente mit Kommentar. Schwabe, Basel 2004. ISBN 3-7965-2005-7.